# FIDLAR
FIDLAR (en ocasiones escrito Fidlar) es una banda de rock formada en el 2009 en Los Ángeles, California.
El grupo tiene un sonido muy similar al punk californiano de los años 90, en la cual es la caracterización del grupo del mismo origen. Lograron éxito mundial gracias a su álbum debut por el mismo nombre del grupo en el 2013.
Sus letras son con temática humorista, y sobre el surf, también abordando temática sobre las drogas, medicina, soledad, entre otros, una de sus grandes inspiraciones es el grupo californiano TSOL, en la cual hasta han estado de gira y tocado.
La página Stereogum, los consideraron uno de los 40 mejores grupos del rock actual, en el 2012, así mismo FIDLAR es considerado un grupo de culto.
Ha aparecido en videojuegos como Saints Row 4 y Grand Theft Auto V, figurando sus sencillos "No Waves" y "Cocaine".

## Integrantes

### Formación actual
- Zac Carper - vocal, guitarra
- Brandon Schwartzel - vocal de apoyo, bajo
- Max Kuehn - batería

### Exmiembro
- Elvis Kuehn - vocal de apoyo, guitarra

## Discografía

### Álbumes de estudio
- 2013: "FIDLAR"
- 2015: "Too"
- 2019: "Almost Free"
- 2024: "SURVIVING THE DREAM"

### EP
- 2011: "DIYDUI"
- 2012: "Shit We Recorded In Our Bedroom"
- 2012: "Don't Try"

### Sencillos
- "No Waves"
- "Cocaine"
- "Cheap Beer"
- "Awkward"
- "40oz on Repeat"
- "Drone"
- "Sabotage" (cover de los Beastie Boys)
- "FSU"
- "Sand on the Beach"